# Parklawn (California)
Parklawn es un lugar designado por el censo ubicado en el condado de Stanislaus en el estado estadounidense de California. En el año 2010 tenía una población de 1.337 habitantes.

## Geografía
Parklawn se encuentra ubicado en las coordenadas 37°36′25.96″N 120°58′43.13″O / 37.6072111, -120.9786472.